# 純情房東俏房客角色列表
純情房東俏房客角色列表介紹在《純情房東俏房客》出場之人物及其動畫版之配音人員（即聲優）。除動畫版原創人物及聲優名稱之外，內容均以漫畫版為準。若有中文譯名，則皆以正式中文版為準。

## 主要角色
浦島景太郎（聲優；日本：上田祐司；香港：陈廷轩；台灣：李景唐（CTV）／吳文民（超視））
本故事的男主角，1979年1月5日生，19歲，雛田莊204號管理員，是一名多次報考東京大學的考生，因為離家出走而居住在小時住過的雛田莊，有「不死之身」。其名源自與赤松健關係良好的有馬啟太郎。平常喜歡拍；卻因為沒有女朋友，在與成瀨川奈留邂逅之前都是一個人在拍照。也喜歡作男女之間的幻想，並因此鬧出不少笑話。被別人認為是「色狼」、「懦弱」的人，卻有著一直遵守約定的堅持。
在漫畫開頭已經連續兩次落榜，並且在「全國模擬考第一」的奈留的協助下仍然避免不了第三次考試的失敗，為此曾作過「傷心旅行」。在期間「巧合地」遇上奈留，於是和其一起旅行。其後和奈留漸生情愫。最後一次考試因為發白日夢，以為要再次失敗而離開雛田莊。後卻意外地成功和奈留及乙姬睦美考入東大。雖然因為受傷未能與心儀之奈留一起進入東大、完成得到「幸福」的約定，卻和她一同進入在地球另一處、同樣名為「東大」的地方。最終確定奈留就是當初約定的人並和她結婚，受瀨田記康影響，從事考古工作。
家裡開日式糕餅店，但他不願繼承家業，反而勉強自己報考東大。
成瀨川奈留（聲優；日本：堀江由衣；香港：曾佩仪；台灣：楊凱凱（CTV）／傅其慧（超視））
本故事的女主角，1981年3月25日生，17歲，雛田莊304號房房客，小時也入住過雛田莊。頭上有被作者設定為「會招來不幸的男孩，並導致這男孩愛上她」的「不幸天線」，外形是類似蟑螂觸鬚的雙呆毛。近視很深，脫下眼鏡後，甚至連在身旁的人也不能分清楚是誰。最初因為在露天溫泉意外和景太郎有「親密」接觸，於是認定他是色狼而極度討厭他。後來卻被浦島晴香說服，於是將景太郎帶回旅館。
在學業上幫助景太郎，使其成績大躍進。雖然是「全國模擬考第一」，卻意外落榜一次。巧合地在獨自「傷心旅行」時遇上景太郎。經此之後與景太郎的感情不斷加深，口頭上卻經常否認戀上景太郎；一直到北國之旅尾聲被逼到日本最北端宗谷岬時，雙方才真正開口坦白說自己喜歡對方。景太郎有不當行為後會實行「鐵拳制裁」，將景太郎打到遠方。雖然被景太郎譏為「暴力女」，但亦有細心及體貼的一面，加上善於裝扮，在摘下眼鏡後被眾人認為是美女。在考入東大後不久確認戀情，最終話與景太郎結婚並成為教師。
前原忍（聲優；日本：倉田雅世；香港：錢惠玲；台灣：雷碧文（CTV）／錢欣（超視））
雛田莊201號房房客，多稱為「小忍」，1985年11月15日生。住客中年齡最幼小，性格內向。烹飪是其拿手好戲。常常因為「小事化大」而哭泣，若景太郎在旁便會被眾房客認為是欺負前原忍的元兇。一直暗戀著景太郎，但最後也祝福他和奈留這對戀人。漫畫結束時為東大2年級生。
青山素子（聲優；日本：淺川悠；台灣：林凱羚（CTV）／李明幸（超視））
雛田莊302號房房客，1982年12月1日生，是京都「神鳴流」（虛構之劍術派別）的傳人。本身討厭像景太郎「懦弱」的男人，也是房客裡面唯一直呼景太郎姓氏「浦島」且不加敬稱的，後來漸漸對他改觀，在漫畫後期也喜歡上他。擁有眾房客中身高最高（175cm）、並被認為是模特兒的身材，卻不善裝扮，在裝扮後也被景太郎認為是「可愛」的。雖然精於劍術（在設定本中有對其不同劍招的描述），卻害怕烏龜。因原本的愛刀「止水」被姐姐青山鶴子砍斷，改用浦島家的妖刀「日向」。最終話時是東大法律系3年級生。
卡歐拉·蘇（聲優；日本：高木禮子；香港：吳梅（VCD版）；台灣：林凱羚（CTV）／李明幸（超視））
雛田莊301號房房客，1985年1月11日生，虛構國家「摩爾摩爾王國」的公主。製作過不少機器，如接吻機器「克里修娜」、用來對付烏龜「溫泉蛋」的海龜型兵器「機器蛋」1、2、3、4、5號以及試作機0號等（在設定本有詳細介紹）。什麼也喜歡吃，曾嘗試將烏龜「溫泉蛋」吞進肚中。曾經承認過喜歡景太郎，但很可能是因為景太郎貌似其兄所產生的兄妹情感。在紅色月亮出現時會變成長大的少女。高中時期就讀女校「雷華高中」。最終話時也是東大生。
紺野美津（聲優；日本：野田順子；台灣：雷碧文（CTV）／龍顯蕙（超視））
在雛田莊住得最長時間的205號房房客，1979年8月31日生，綽號「小狐狸」。曾經為奈留的同學，卻被奈留搶走大部份男生的垂青。喜歡飲酒，是一名說日本關西腔的自由業女性。表面上雖然經常色誘景太郎，暗地裡卻是不斷幫助景太郎和奈留發展關係。
乙姬睦美（聲優；日本：雪野五月（動畫版）／兒玉さとみ（Love Hina Desktop Accessories）；香港：程文意（VCD版）；台灣：雷碧文（CTV）／龍顯蕙（超視））
1978年3月3日在沖繩出生、有八個兄弟姊妹的長女，小時曾入住雛田莊。於單行本第3集中登場，偶然會進入「假死」狀態（漫畫中可以看見她在「假死」時的靈魂在飄）。個性天然呆，經常做出一些奇怪的行為，例如和奈留接吻、考試時因為忘記填名以致落榜等等。聽得懂烏龜說話，考試分數甚至比「全國第一」的奈留高。當初為了報考東大，獨自搬到東京租屋居住，卻因為房子在一場大火中燒毀而搬到晴香的「日向」和風咖啡廳居住。稱呼景太郎為「浦島君」，聲稱喜歡景太郎（也曾聲稱喜歡奈留），曾被誤會為約定中的女孩，事實上卻是在約定中撮合景太郎和奈留的人。最後是東大碩士生。
莎拉·麥杜爾（聲優：（日本動畫版）小林由美子、（日本《Love Hina Desktop Accessories》）長崎みなみ、（台灣超視版）錢欣）
瀨田記康的女兒，1990年12月4日於美國加州出生。活潑任性，常欺負景太郎。雖然性格比一般同齡小孩成熟，卻不乏天真一面，例如害怕骷髏、在父親瀨田記康離開時會哭等。後來住進雛田莊，與卡歐拉·蘇感情最好。害怕被看到臀部上的熊貓胎記。
浦島可奈子（聲優；日本：桑谷夏子；香港：程文意（VCD版））
景太郎的義妹，1983年8月1日生，小時曾和景太郎約定一起開旅館。是「浦島流柔術」的傳人，擅長易容。一登場便打算重新將雛田莊改為旅館並趕走眾房客，後來卻成為房客之一。非常喜歡景太郎，經常和奈留爭取景太郎的注意。

## 其他角色
浦島晴香（聲優；日本：林原惠；香港：程文意（VCD版）；台灣：朱憶華（CTV）／李明幸（超視））
景太郎的姑姑（血緣上是表姐，因為後來被祖母收養）。1971年6月1日生。在雛田莊附近經營和風咖啡廳「日向」。善於射擊。八極拳的高手，連瀨田都可以秒殺，可以說是本作最強的人物。和瀨田記康本是一對情侶，後疑因第三者的介入而分開。在眾人努力撮合下，終於重新走在一起並結為夫婦。
瀨田記康（聲優：（日本）松本保典）
1970年7月13日生的考古學教授，奈留曾經仰慕過的對象。其對考古的熱誠深深的影響著景太郎。有神秘的經歷（如決戰犯罪集團），亦是截拳道格鬥高手，實力強到可以擊敗素子。撫養女兒莎拉·麥杜爾。最後與浦島晴香結婚。
妮雅茉·娜茉（聲優：水樹奈奈）
瀨田記康恩師之孫女，也是瀨田在帕拉拉克魯斯島考古的助手。除皮膚顏色較深，和小忍的外表幾乎是一模一樣，個性也是屬於內向的類型。與小忍成為筆友。1985年11月16日生。
灰真之（聲優：（日本）吉野裕行）
是景太郎於補習社結識的同學。和景太郎一樣多次考試，也是交不到女朋友的人，但比景太郎先考上第一志願。他和景太郎、白井功明被奈留稱為「眼鏡三人組」。
白井功明（聲優：宮下道央）
也是景太郎於補習社結識的同學。只重考一次便考上第二志願，與灰谷真之就讀不同的大學，但仍然常與灰谷真之在一起。擅長機械知識，因此被卡歐拉·蘇稱讚過。是「眼鏡三人組」成員之一。
青山鶴子（聲優：（日本）保木本由起（動畫第12集）、（日本）長澤美樹（動畫第25集）、雷碧文（台灣中視版））
素子之姐姐。受素子仰慕，劍術亦是十分了得。曾和一個男人出走留下素子一人，使素子對男人有著不一般的厭惡。送給素子的「止水」為素子的心愛的日本刀，但在與素子對戰時親手將其砍斷。曾誤會素子和景太郎是情侶。於1971年9月12日出生。
原本沒有設定名字；XEBEC製作動畫版時，經赤松健同意，定名為「鶴子」。
浦島雛田（聲優：野澤雅子）
是景太郎和可奈子的祖母。為了尋找新戀情，因此環遊世界，並將雛田莊交給景太郎打理。她發送一張傳真給景太郎，承諾若景太郎願意成為雛田莊管理員，便將雛田莊轉讓給景太郎。一眾在雛田莊住了一陣子的房客似乎都很聽她的話。
乙姬夏美
睦美的母親，住在沖繩，育有八個子女。年輕時曾在雛田莊工作。睦美的美貌與天然呆，都是得自她的遺傳。
茱莉亞·麥杜爾
莎拉的母親，已故，曾與莎拉及記康一同行遍地球各地進行考古。
真枝繪馬（聲優：（PS2遊戲）鈴木真仁、（DVD-BOX特典廣播劇CD）福圓美里）
只於漫畫最後部分、PS2遊戲軟體及DVD-BOX特典廣播劇CD登場的15歲眼鏡娘，眾多方面與景太郎在第一回時相似，不但偏差值同樣是48，也都在澡堂被誤會是色狼，被誤會的鏡頭在動作與台詞幾乎一模一樣；不同的是景太郎是遇到奈留，而繪馬是遇到小忍。曾被誤會是偷取婚紗的小偷，解開誤會之後得以參加景太郎之婚禮。其日文名（maeda ema）若以一個個日語音節來讀，由前到後或是由後到前都是一樣的；可能是作者刻意安排，切合「是終結也是開始」，即漫畫最終回的主題。於1990年1月5日出生（和景太郎出生日相同），姓氏最初設定為讀音相同的「前田」。

## 動物
溫泉蛋（聲優：（日本動畫版）前田ゆきえ、（日本數位漫畫版）林原惠、（台灣中視版）雷碧文、（台灣超視版）錢欣）
睦美送給景太郎的溫泉龜，暱稱「小蛋」，叫聲為「咪－」，擁有異於一般烏龜的能力：能夠以時速60公里飛翔、離家出走時寫字條、算初中算術、以「空手奪白刃」的方式接住素子的劍、與貝類溝通、甚至載人飛行。初登場時，常被卡歐拉當成食物。
小黑
可奈子飼養的黑貓。
疾風
鶴子持有外貌是鳥的式神，神鳴流繼承者的證明，能依據持有者的改變外貌。鶴子轉讓給素子後更名為「烈風」。
里昂
繪馬飼養的變色龍。
大蛋
帕拉拉克魯斯島的大龜，被景太郎取名「大蛋」。

## 動畫原創角色
成瀨川梅（聲優：白鳥由）
成瀨川奈留之妹，跟奈留沒有血緣關係。
坂田健太朗（聲優：（日本）置鮎龍太郎、（台灣超視版）李景唐）
奈留的同班同學，與景太郎爭取奈留愛意，家境富裕。
太地亞紀子（聲優：林原惠）
小忍的同班同學。
松本幸代（聲優：前田ゆきえ）
傾慕素子的後輩。
市川恵美（聲優：保木本由起）
傾慕素子的後輩。
尾上菊子（聲優：秋田まどか）
傾慕素子的後輩。
聲優：阿瑪拉·蘇（聲優：久川綾）
卡歐拉·蘇的姊姊。
蘭巴·魯（聲優：上田祐司）
阿瑪拉、卡歐拉的堂兄。
萌（聲優：興梠里美）
浦島景介小時候有的自動玩偶，與景介和景太郎有一樣的約定。
浦島景介（聲優：上田祐司）
景太郎的曾祖父。
景太郎母親（聲優：速見圭）

景太郎父親（聲優：鈴木琢磨）

奈留的義父（聲優：小野健一）
小梅的親生父親。
忍的母親（聲優：鶴弘美）
小忍家開的餐廳的老闆。
前原康治（聲優：江原正士）
小忍的爸爸，職業是計程車司機。他因外遇而與其妻鬧離婚，小忍因此入住雛田莊。
赤松老師（聲優：赤松健）
作者的特別演出，景太郎曾在他的工作室打工。動畫本編只有聲音，冬、春版則直接登場。